# Parafia św. Stanisława Kostki w Wolicy
Parafia świętego Stanisława Kostki w Wolicy – parafia rzymskokatolicka znajdująca się w archidiecezji lubelskiej, w dekanacie Opole Lubelskie. 
Parafia została erygowana przez abp. Stanisława Budzika 26 czerwca 2012 roku.
Kościół parafialny powstał w 1984 roku, konsekrowany w 2022.

## Proboszczowie
- ks. Piotr Chibowski (2012–2020)[3]
- ks. Przemysław Kuśmierz (2020–2023)[3]
- ks. Witold Kuś (od 2023)[4]